# Faleń
Faleń – cienka linka służąca do holowania oraz cumowania bączka - małej łódki będącej na wyposażeniu jachtu lub innej małej jednostki pływającej. Przywiązuje się ją faleniem do jednostki w okolicy jej linii wodnej.
Również lina do przytrzymywania opuszczonej na wodę szalupy przy burcie statku (okrętu). Ze względu na sposób mocowania do łodzi, liny te nazywane są: faleniem rufowym lub dziobowym.
Etym. - niderl. vanglijn - lina cumownicza (za Kopalińskim).